# Villa La Pastorella
Villa La Pastorella è una dimora storica italiana, che sorge nella via omonima (numero civico 8), a Settignano, nelle vicinanze di Firenze.

## Storia e descrizione
Bettino Gerini propone due teorie circa l'origine del suo nome: la prima sostiene che prese l'attuale nome da un bassorilievo in smalto colorato che si trovava sul frontone della villa, raffigurante proprio una pastorella coi piedi scalzi, accanto ad alcune pecore accovacciate; la seconda invece, sostiene che il suo nome derivi sempre da una rappresentazione di una Pastorella, ma si tratta stavolta di una statua seicentesca.
In origine era una casa da signore della famiglia Riccialbani (XV secolo), antica famiglia patrizia fiorentina che ebbe dei possedimenti in via dell'Anguillara e, nella zona di Settignano, possedette anche Villa Gamberaia e Villa Il Quercione (in via dell'Olmeto). Essi la possedettero fino ai primi anni del Cinquecento. Successivamente la villa passò ai Giovannozzi di Settignano e quindi ai Gargiolli.
L'edificio si articola su due corpi di fabbrica divisi in due piani, sfalsati per assecondare la pendenza della collina dove essa si erge. 
Nonostante sia stata ristrutturata più volte, nella villa sono ancora visibili le linee architettoniche dell'originaria casa padronale quattrocentesca.
A due passi da Villa La Pastorella, i Gargiolli fecero costruire una cappella dedicata alla Madonna nel 1459, come testimonia un'iscrizione posta sotto il bassorilievo della Vergine (FACTUS 1459). La cappelletta è stata restaurata nel 1858 da Andrea Carlo Gargiolli.